# Ahrdorf
Ahrdorf ist ein Ortsteil der Gemeinde Blankenheim (Ahr) im Kreis Euskirchen in Nordrhein-Westfalen. Der Ort liegt etwa zwei Kilometer vor dem Übergang der Ahr in das Land Rheinland-Pfalz.

## Geschichte

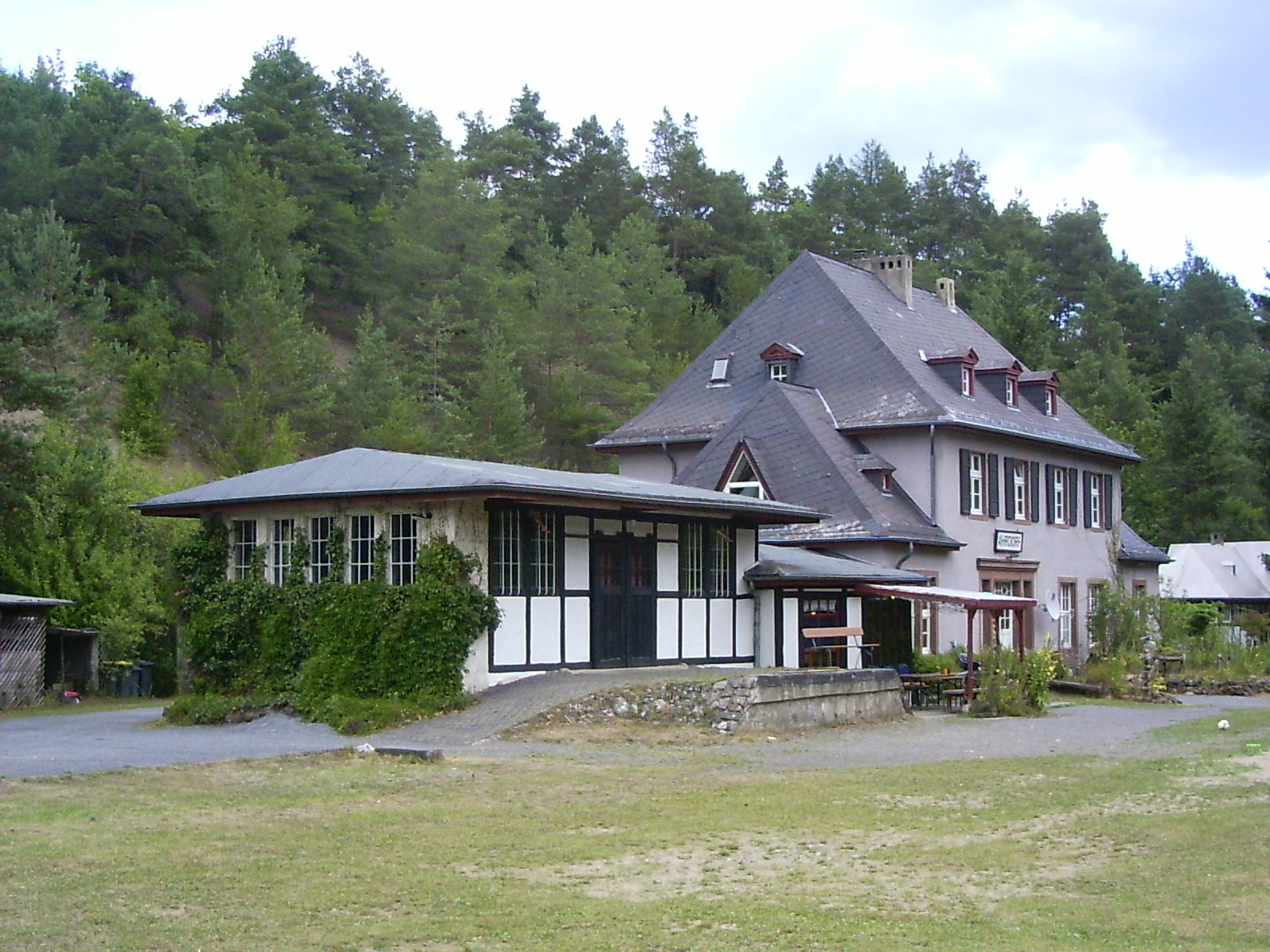
Bahnhof Ahrdorf

Von alters her gehörte das im Jahr 970 erstmals urkundlich unter dem Namen Aredorph (975 Aredorff, 1588 Aerendorp) erwähnte Ahrdorf zu der heute in Rheinland-Pfalz liegenden Pfarrei Üxheim im kölnischen „Eifeldekanat“. Unter der französischen Verwaltung wurde Ahrdorf 1803 der Pfarrei Uedelhoven zugesprochen und gehörte zum Bistum Trier. Im März 1825 gelangte die Pfarrei Uedelhoven mit Ahrdorf zum Erzbistum Köln; seit 1930 gehört die Pfarrei zum wiedererrichteten Bistum Aachen.
Der kleine Ort, der 1687 nur 15 und 1740 21 Hausstätten zählte, war in der Feudalzeit (vor 1794) ein politisches Kuriosum, da er als Exklave des Grafschaft Blankenheim vollständig von fremden Territorien umgeben war; dies waren im Westen, Norden und Süden die Herrschaftsgebiete des Herzogtums Arenberg, im Osten die zum Kurfürstentum Köln gehörenden Dörfer Müsch und Hoffeld und im Südosten die Orte Trierscheid und Nohn des Kurfürstentums Trier. Der Übertritt ins „Ausland“ erfolgte entsprechend kurz hinter der Dorfgrenze.
In der Folge der französischen Revolution und der Besetzung des Linken Rheinufers durch französische Truppen wurde Ahrdorf im Jahr 1798 als Gemeinde Teil der Mairie Lommersdorf im Kanton Blankenheim des Départements de la Sarre. Mit diesem gelangte es als Ergebnis des Wiener Kongresses an Preußen und wurde 1816 Teil des Kreises Blankenheim im Regierungsbezirk Aachen der Rheinprovinz.
Während der Kreis Blankenheim bereits 1818 in dem vergrößerten Kreis Gemünd aufging (ab 1829 Kreis Schleiden), blieb die Gemeinde Ahrdorf bis zum 1. Juli 1969 bestehen. Als Teil des Amtes Blankenheim ging sie in der neu gebildeten Gemeinde Blankenheim auf.
Zeitweilige Bedeutung erlangte der Bahnhof Ahrdorf (Ahr) als Knotenpunkt zweier Eisenbahnstrecken, die in erster Linie aus militärstrategischen Erwägungen errichtet wurden:
- Bahnstrecke Dümpelfeld–Lissendorf: Dümpelfeld – Ahrdorf (Ahr) – Hillesheim (Eifel) – Lissendorf (– Jünkerath). Eröffnung: 1. Juli 1912, Stilllegung: 1973
- Bahnstrecke Ahrdorf–Blankenheim: Ahrdorf (Ahr) – Blankenheim (Wald). Baubeginn: 1. April 1910, Eröffnung: 2. Mai 1913, (Teil-)Stilllegung: 3. März 1961

Der zur Einbindung der zuletzt genannten Strecke errichtete Ahrdorfer Tunnel beherrschte bis in die 1970er Jahre die Silhouette Ahrdorfs. Auf Grund seines schlechten Erhaltungszustands musste er zugeschüttet werden. Die Gebäude des Bahnhofs, einen Kilometer unterhalb des Ortes im Ahbachtal gelegen, wurden nach der Streckenstilllegung verkauft und seitdem u. a. zu Proben für Schallplattenaufnahmen genutzt (BAP: „Für usszeschnigge!“, 1981). Das Cover des BAP-Albums Vun drinne noh drusse zeigt eine Nachtaufnahme der Güterhalle des ehemaligen Bahnhofs.

## Sehenswürdigkeiten

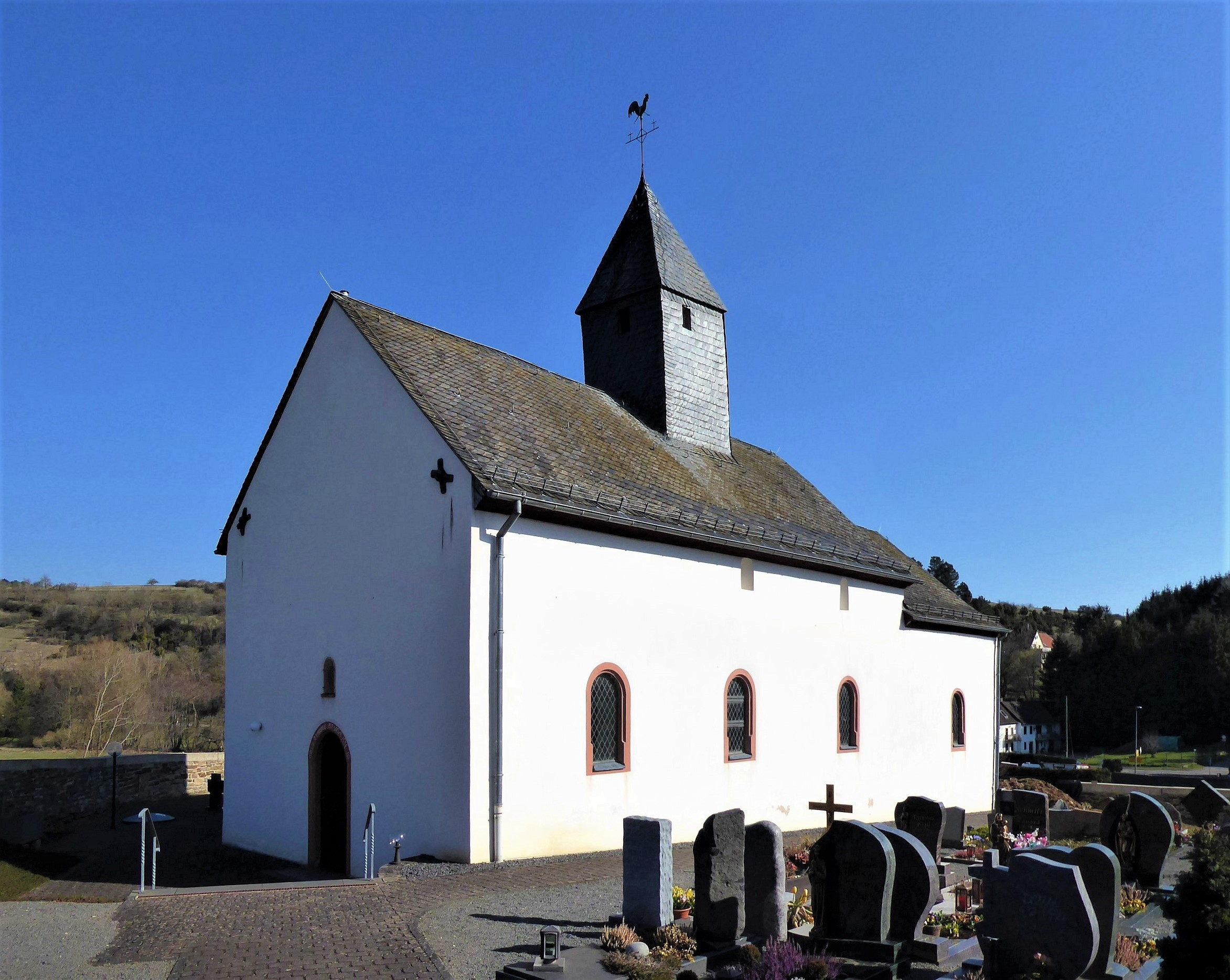
Kapelle St. Hubertus, Ahrdorf

- Die dem heiligen Hubert (Brabantinischer Bischof des 8. Jh.) geweihte St.-Hubertus-Kapelle ist im Kern ein dem Frühmittelalter (11./12. Jh.) zugehörendes Gotteshaus. Noch heute ist der Bruchsteinbau der prägende Bau in der Mitte des Dorfes.

Mehrere in Bruchstein, vereinzelt aber auch Fachwerk, ausgeführte Wohnhäuser und Mühlen, überwiegend aus dem 18. und 19. Jahrhundert, darunter:
- Plotzenhof (Gutshofanlage vermutlich aus dem letzten Viertel des 18. Jahrhunderts)
- Obere Ahrdorfer Mühle (Blums-Mühle) sowie die jüngere
- Untere Ahrdorfer Mühle von 1818 (ehem. Jakobsmühle, jetzt Fringsmühle) mit angeschlossener Campinganlage. Letztere wurde beim Hochwasser der Ahr 2021 vollständig zerstört.
- Gebäude des ehem. Bahnhofs Ahrdorf (Ahr), von 1910 bis 1911

## Verkehr
Die VRS-Buslinie 832 der RVK verbindet den Ort mit Blankenheim und Blankenheim-Wald, überwiegend als TaxiBusPlus im Bedarfsverkehr.
| Linie | Verlauf |
| ----- | --- |
| 832   | MiKE (Blankenheim – Ahrdorf, außer im Schülerverkehr): Blankenheim (Wald) Bf – Blankenheimerdorf – Blankenheim Busbf – Blankenheim Rathaus – Reetz – Freilingen – Lommersdorf – Ahrhütte – (Dollendorf –) Uedelhoven – Ahrdorf |

## Veranstaltungen
- Seit 1975 findet jährlich – wenn auch mit einer Unterbrechung von 1982 bis 2002 – das beliebte „Seifenkistenrennen“ statt.